# 15e régiment d'aviation militaire slovène
Le 15e régiment d'aviation militaire (en slovène : 15. polk vojaškega letalstva) est l'unique composante aérienne des forces armées slovènes. Elle n'est qu'une unité de cette dernière et non une arme indépendante.

## Histoire

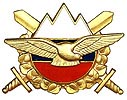
Insigne d'uniforme des aviateurs slovènes.

### Existence éphémère (1918-1919)
Le contact de la Slovénie avec l'aviation militaire a débuté pendant la Première Guerre mondiale, lorsque l'aviation des troupes impériales et royales austro-hongroises ont recruté un grand nombre de membres du personnel provenant de l'ensemble de l'Empire.
Alors que l'Empire commençait à s'effondrer en 1918, les équipages aériens et terrestres slovènes ont prêté allégeance au royaume des Serbes, Croates et Slovènes. Les aéronefs trouvés sur le territoire slovène ont été repris par les autorités slovènes et transformés en une branche aérienne naissante. Cette nouvelle unité sera bientôt impliquée dans les provinces de Carinthie et de Basse-Styrie.
Plus tard en 1919, les unités aériennes slovènes sont absorbées par l'armée de l'air du royaume de Yougoslavie.

### Force de réserve yougoslave (1969-1991)
En 1968, une force de réserve volontaire, la Défense territoriale de la République socialiste de Slovénie, a été créée pour défendre les localités clés en temps de crise.
L'état-major de la Défense territoriale slovène possédait une petite unité auxiliaire d’aviation stationnée sur l’aéroport de Ljubljana en 1969, opérant sur Soko 522. Ces avions ont été empruntés à l'armée de l'air yougoslave et n'appartenaient pas à la Slovénie.
La Défense territoriale slovène a cessé de faire partie des forces auxiliaires yougoslaves le 21 juin 1991 (quatre jours avant la proclamation de l'indépendance), lorsque l'Armée populaire yougoslave s'est emparée de 12 appareils Soko J-20 Kraguj.

### Indépendance (depuis 1991)

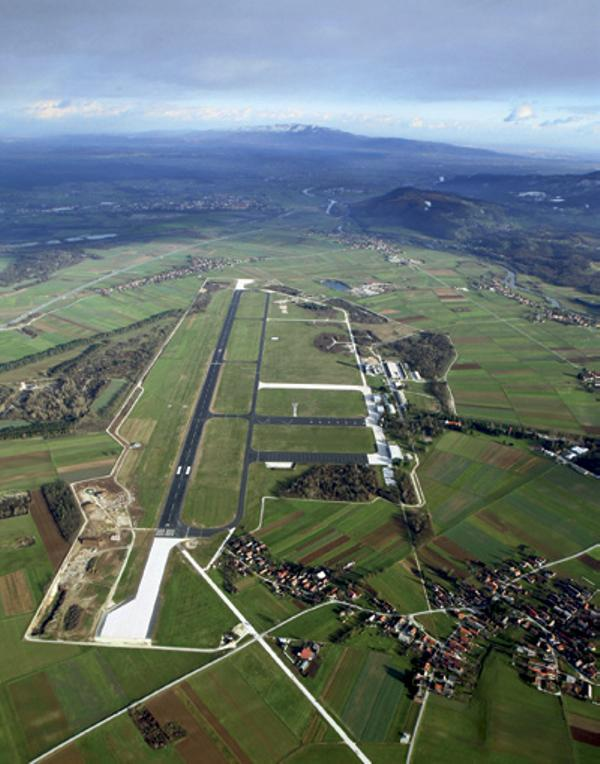
L'aéroport de Cerklje ob Krki en 2013. Il est immatriculé 107e base aérienne.

Le 28 juin 1991, une Gazelle de la force aérienne yougoslave entre en Slovénie, fournissant le premier hélicoptère à la défense territoriale slovène.

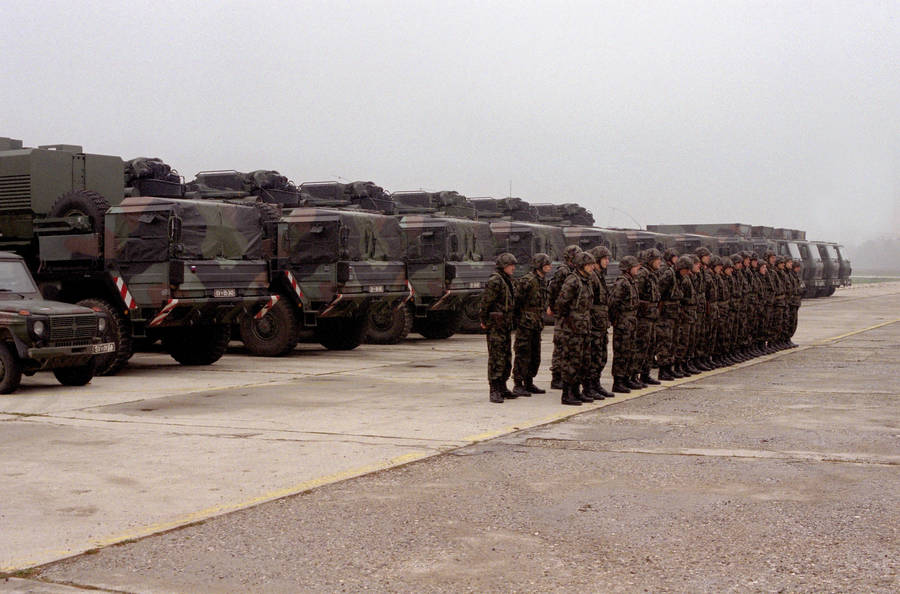
La batterie de Roland II le 27 janvier 2011.

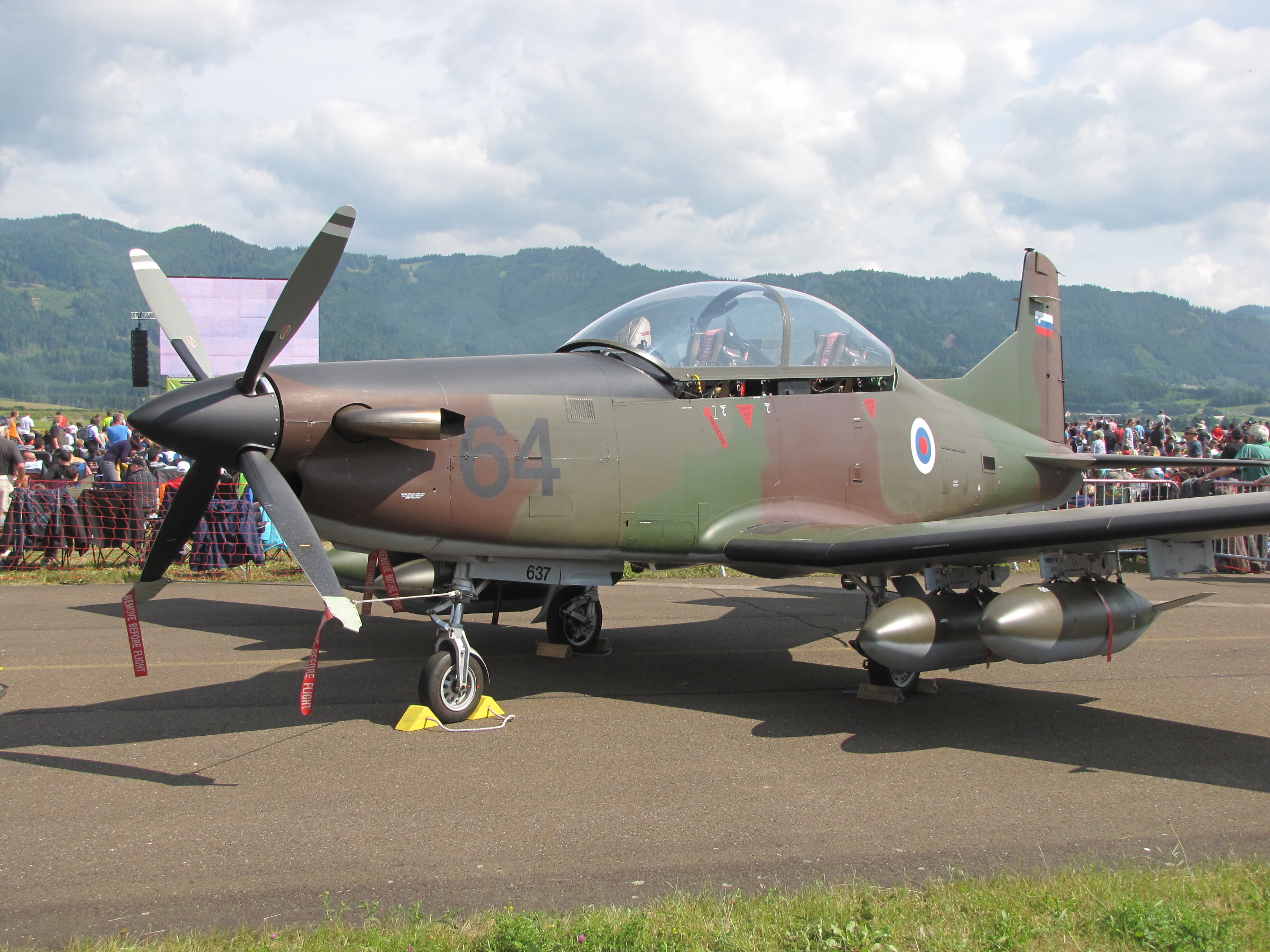
Un PC-9 slovène en Autriche en 2013.

Le 9 juin 1992, l'unité aérienne de l'armée slovène est renommé 15e Brigade d'aviation et de défense aérienne (Brigada zračne obrambe in letalstva Slovenske vojske).
Elle a été réorganisée aux environs de 2015 et ses éléments de lutte antiaérienne dont le 9e bataillon de défense antiaérienne équipé entre autres de 2001 a 2013 d'une batterie de missiles Roland II provenant de surplus allemands achetée avec 151 missiles pour environ 80 millions de Deutsche Marks (40 millions d'euros). transférés aux unités terrestres.
Elle disposait d'un total de 12 avions d’entrainement Pilatus PC-9 livrés en deux lots : 3 x PC-9 (c/n 180 à 182 / immatriculation L9-51 à L9-53) d'occasion acquis auprès l'US Army en mars 1995. Anciennement opérés par l'USAABNSOTBD (United States Army Airborne & Special Operations Test Board dépendant du United States Army Test and Evaluation Command) de Fort Bragg de 1991 à 1992, les trois appareils reçoivent d'abord les immatriculations civiles slovènes S5-DSL, S5-DPT et S5-DPI. 9 PC-9M neufs (c/n 634 à 642 / immatriculation L9-61 à L9-69) livrés en avril et mai 1999.
Utilisés pour l'entraînement avancé des pilotes, les Pilatus sont basés à l'aéroport de Cerklje ob Krki (en) à Brežice. Plusieurs types d'armements dont des paniers de roquettes peuvent être fixés sous les ailes des PC-9 slovènes. L'appareil L9-52 (c/n 181) subit un accident mortel le 3 mars 2004. Les PC-9 L9-51 et L9-53 (c/n 180 et 182) ont été vendus à RUAG en septembre 2015. 9 PC-9M sont en service en 2018.
Deux Pilatus PC-6 Porter neufs ont été livrés le 14 mai 1998.
Plusieurs hélicoptères et avions de transport ont servi dans la Force de stabilisation en Bosnie-Herzégovine et depuis le début du XXIe siècle dans la Force pour le Kosovo et la Force de l'Union européenne.

## Missions
Le 15e régiment d'aviation militaire assure la souveraineté de l’espace aérien de la République de Slovénie et fourni un appui aérien à d’autres services dans l’exécution de leurs tâches dans le cadre d’opérations communes. Ses missions principales sont:
- Inspection et contrôle de la sécurité de l'espace aérien
- Assistance lors de catastrophes naturelles, humanitaires et technologiques
- Opérations de recherche et sauvetage
- Participation à des missions et opérations internationales

Étant donné que la Slovénie ne dispose pas des moyens aériens nécessaires pour contrôler son espace aérien conformément aux normes de l’OTAN, cette mission est exécutée, à tour de rôle, par les forces aériennes italiennes et hongroise sous le commandement de l’OTAN depuis l'intégration de ce pays à l'Alliance Atlantique le 29 mars 2004. Son réseau radar est intégré au système OTAN de défense aérienne et antimissile intégrée.

## Organisation
En 2017 :

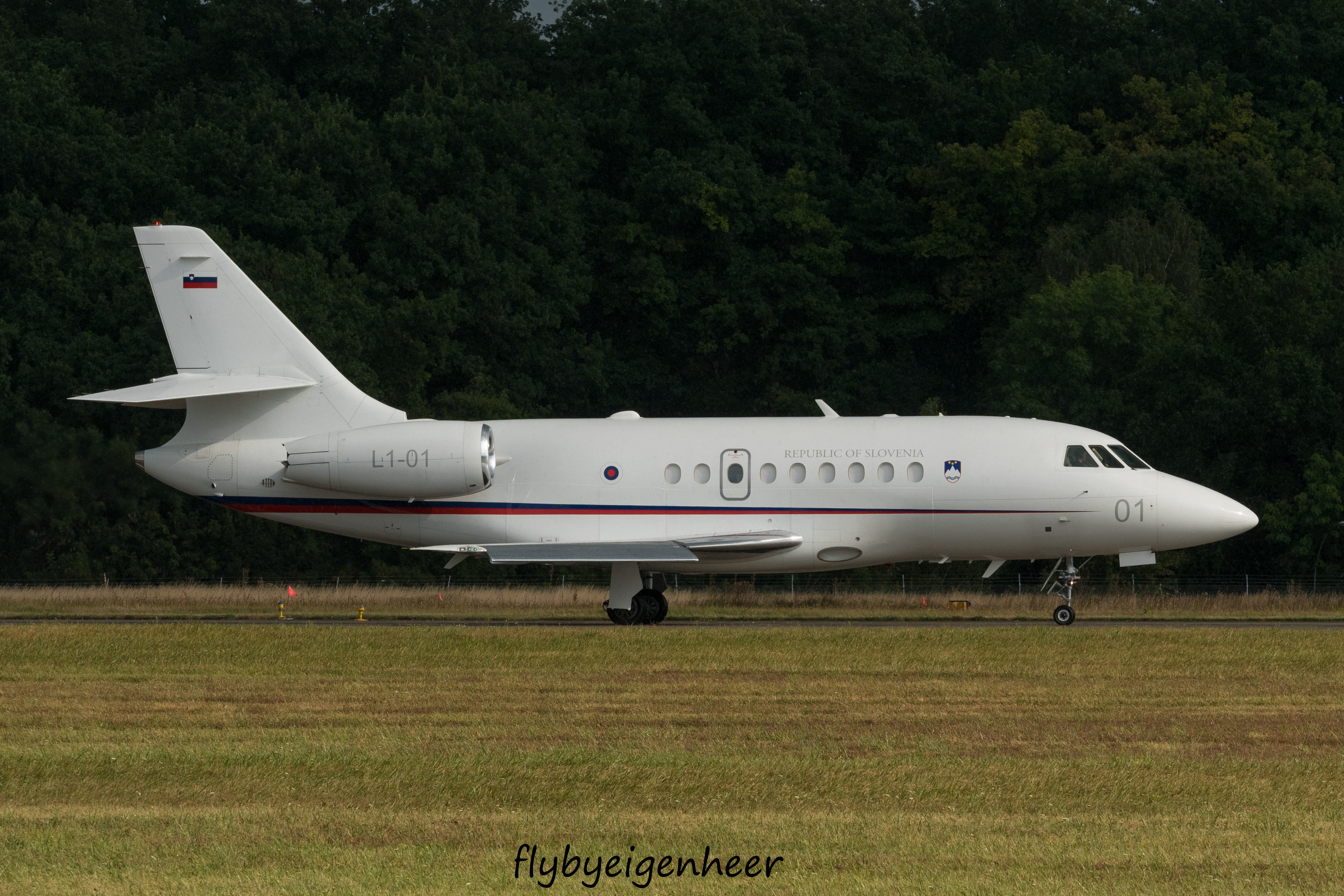
L'unique Falcon 2000EX des autorités slovènes a été acquis de seconde main en 2009.

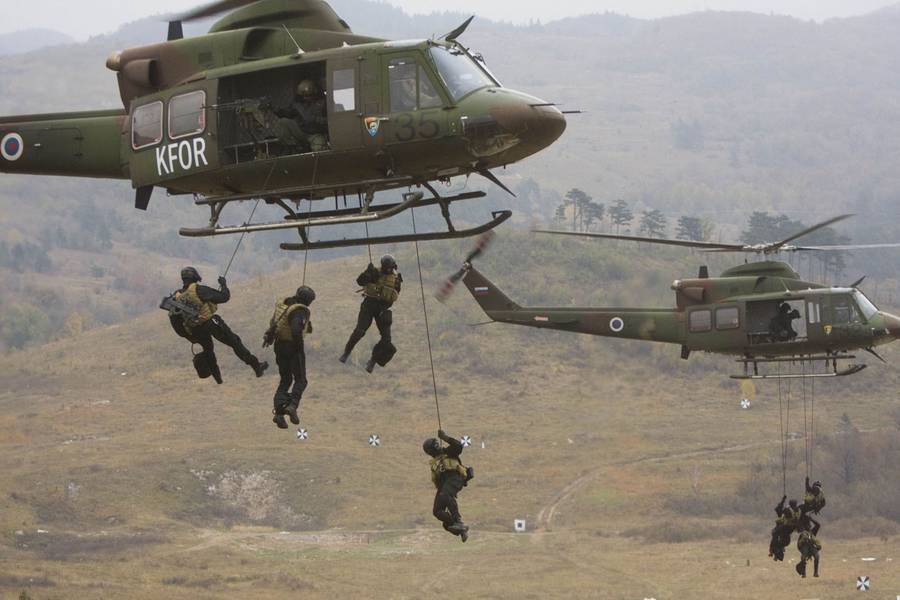
Deux Bell 412 slovènes en exercice en 2012.

- 16e centre de contrôle et de contrôle de l'espace aérien[5]
- 107e base aérienne
- 151e escadron d'hélicoptères
  - Section d'hélicoptères (Bell 412)
  - Section d'hélicoptères (AS 532 AL Cougar)
  - Compagnie aérotechnique
- 152e escadron d'aviation
  - 1re Section d'avions de combat (Pilatus PC-9)
  - 2e Section d'avions de combat (Pilatus PC-9)
  - Section de transport aérien (Pilatus PC-6 et Dassault Falcon 2000)
  - Compagnie aérotechnique
- 153e escadron de maintenance aéronautique
  - Ingénierie aéronautique
  - Compagnie de maintenance des aéronefs
  - Compagnie de maintenance des hélicoptères
- École d'aviation
  - 1re Section d'avions-école (Pilatus PC-9)
  - 2e Section d'avions-école (Pilatus PC-9)
  - Section d'entrainement d'hélicoptères (Bell 206)
  - Compagnie aérotechnique

## Aéronefs
Les appareils en service en 2016 sont les suivants. L'armée slovène déploie également un mini-drone fabriqué localement, le Bramor C4EYE. :
| Aéronefs                              | Origine                               | Type                                  | En service                            | Versions                              | Image                                 | Notes |
| avion d'entraînement / attaque au sol | avion d'entraînement / attaque au sol | avion d'entraînement / attaque au sol | avion d'entraînement / attaque au sol | avion d'entraînement / attaque au sol | avion d'entraînement / attaque au sol | avion d'entraînement / attaque au sol |
| ------------------------------------- | ------------------------------------- | ------------------------------------- | ------------------------------------- | ------------------------------------- | ------------------------------------- | --- |
| Pilatus PC-9                          | Suisse                                | Avion d'entrainement / attaque au sol | 9                                     | PC-9M                                 |                                       | 3 PC-9 ex-US Army livrés en 1995, un est détruit en 2004, les autres revendus en 2015 9 PC-9M neufs livrés en 1999 |
| Zlín Z 42                             | Tchéquie                              | Avion d'entrainement                  | 8                                     | Zlín Z 242                            |                                       | En service en 2021. Les Z 242 et Z 143 seront remplacés dans les années 2020. Un avion électrique Pipistrel Velis Electro et un Pipistrel Virus est essayé fin 2021 pour cette mission.                                                           |
| Zlín Z 43                             | Tchéquie                              | Avion d'entrainement                  | 2                                     | Zlín Z 143                            |                                       | En service en 2021 |
| avion de transport                    |                                       |                                       |                                       |                                       |                                       | |
| Dassault Falcon 2000                  | France                                | Avion de transport de VIP             | 1                                     | Falcon 2000EX                         |                                       | Entre en service le 2 février 2004, livré au gvt slovène le 20 août 2008 sous l'immatriculation S5-ABR, immatriculé L1-01 depuis le 13 février 2013 avec son transfert dans les forces armées slovènes. Depuis 2015, sert au transport d'organes. |
| Let L-410 Turbolet                    | Tchécoslovaquie                       | Avion de transport léger              | 1                                     | Let L-410 UVP-E20                     |                                       | |
| Pilatus PC-6                          | Suisse                                | Avion utilitaire                      | 2                                     |                                       |                                       | Livrés neufs le 14 mai 1999. Sert également à la lutte contre les incendies. |
| hélicoptère                           |                                       |                                       |                                       |                                       |                                       | |
| Aerospatiale AS532 Cougar             | France                                | Hélicoptère de manœuvre et d'assaut   | 4                                     |                                       |                                       | 2 commandés en 2001 et livrés en 2003. 2 supplémentaires commandés en 2002 pour livraison en 2004. Il s'agit en 2018 du plus récent des hélicoptères de cette force.                                                                              |
| Bell 412                              | États-Unis                            | Hélicoptère de transport              | 8                                     | Bell 412SP/EP                         |                                       | 9 perçu entre les années 1990 dont au moins 2 ex-canadiens. Les 8 sont en service sont immatriculés de H2-31 à H2-38. |
| Bell 206                              | États-Unis                            | Hélicoptère d'entrainement            | 4                                     | Bell 206B-3 JetRanger III             |                                       | Notons que l'unité aérienne de la police slovène possède également deux engins de ce type |

## Radars

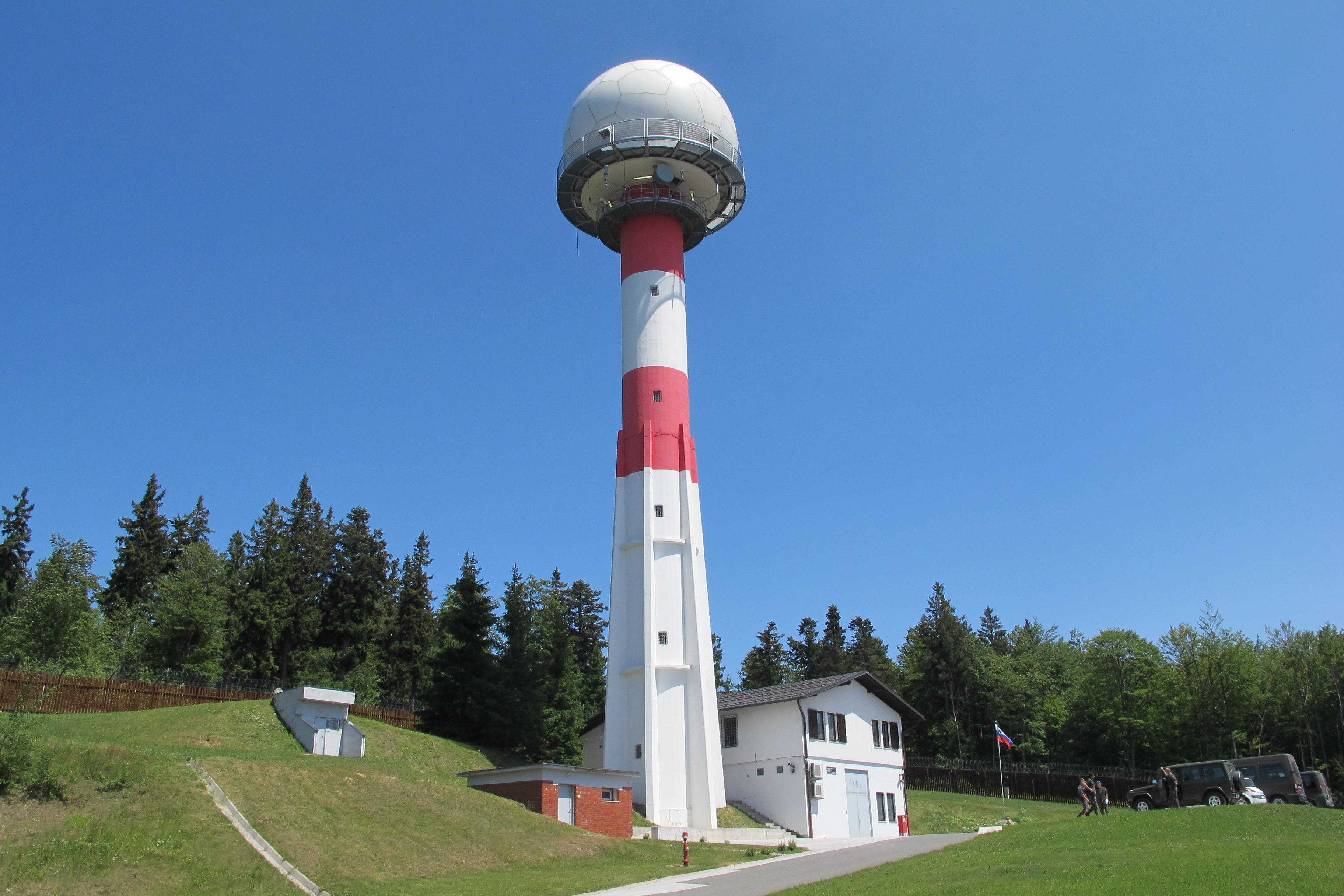
Station radar 2 à Hočko Pohorje. Construit en 2005 avec un AN/TPS-70, opère avec un GM403 depuis 2011.

| EL/M-2106 (en) | Israël | Radar mobile d'observation 3D | 8   | Chiffre datant de 2008. Était alors affectée à la compagnie de radars mobiles basé à Soteska (Ljubljana) (en). Probablement affecté depuis aux unités terrestres. |
| GM-403         | France | Radar d'observation 3D        | 2   | Remplace 2 AN/TPS 70 (en) depuis le début des années 2010. station radar 1 (RP1 pour radarska postaja) à Vrhnika, utilise un GM-403 depuis 2011 station radar 2 (RP2) à Hočko Pohorje (en) (commune de Hoče-Slivnica) 16e centre de contrôle et de surveillance à Zgornji Brnik (en) accolé a l'aéroport Jože Pučnik de Ljubljana. |
| Giraffe 40     | Suède  | Radar d'alerte                | N/C | Sans doute affecté aux unités terrestres depuis la réorganisation de 2015 |